# Lethbridge and Area
Lethbridge and Area is een local service district (LSD) in de Canadese provincie Newfoundland en Labrador. Het LSD voorziet beperkt lokaal bestuur voor acht dorpen in het oosten van het eiland Newfoundland.

## Naam
De juridische naam van het LSD is voluit Lethbridge, Morley's Siding, Brooklyn, Charleston, Jamestown, Portland, Winter Brook and Sweet Bay.  De officiële naam telt 98 tekens en is daarmee de langste geografische naam van Canada. Het wordt echter vrijwel altijd kortweg Lethbridge and Area genoemd, onder meer op de website en in alle officiële communicatie van het LSD zelf.
Het gebied wordt daarnaast soms ook wel Lethbridge to Sweet Bay genoemd.

## Geschiedenis
Het LSD werd opgericht in september 2010 om op efficiëntere wijze de lokale brandweer van het gemeentevrij gebied te kunnen besturen. Het lokale bestuur is zich sindsdien ook gaan bezighouden met de vuilnisophaaldienst, het uitbaten van een stortplaats te Lethbridge en met de straatnaamborden.

## Geografie
De acht plaatsen die behoren tot het LSD Lethbridge and Area bevinden zich allen in het noordwestelijke gedeelte van Bonavista, een groot schiereiland aan de oostkust van Newfoundland. De postbus van het LSD is gevestigd in Lethbridge, een dorp dat de helft van het totale inwoneraantal telt.

### Plaatsen
Het LSD bestaat uit de plaatsen Brooklyn, Charleston, Jamestown, Lethbridge, Morley's Siding, Portland, Sweet Bay en Winter Brook.
De hoofdplaats Lethbridge is gelegen aan het zuidoostelijke uiteinde van Goose Bay, bij de samenkomst van Route 230 en Route 234. Route 234 loopt van daaruit noordwaarts en passeert alzo de drie andere plaatsen aan de oostoever van Goose Bay (Brooklyn, Portland en Jamestown) die allen tot het LSD behoren. Route 234 gaat daarna oostwaarts om te eindigen bij Winter Brook, een plaats gelegen aan Northwest Arm, een westelijke zijarm van de baai Sweet Bay.
Zo'n 7 km ten zuiden van Lethbridge, aan Route 230, ligt voorts nog het gehucht Morley's Siding – de enige plaats die niet aan zee ligt.
De twee overige plaatsen, Charleston en Sweet Bay, liggen verder verwijderd van de andere zes kernen. Charleston ligt ruim 14 km ten oosten van Lethbridge, aan het hoofd van de Southern Bay. Nog verder noordwaarts ligt uiteindelijk nog Sweet Bay, dat gelegen is aan de oostelijke oever van de gelijknamige baai.

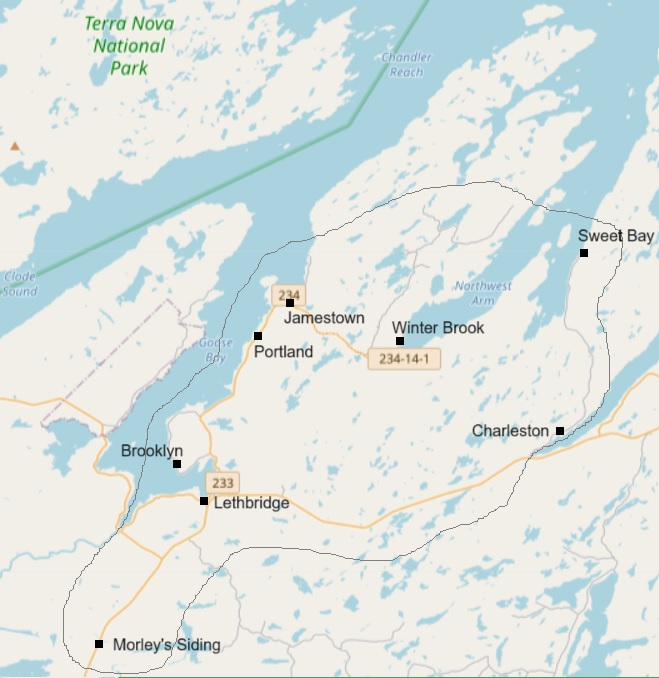
Landkaart van het LSD Lethbridge and Area

### Afstanden
Het LSD bestaat uit een uitgestrekt en dunbevolkt gebied. In vogelvlucht liggen Morley's Siding en Sweet Bay het verst uit elkaar (23 km). Omdat er geen wegen bestaan aan de zuidoever van Sweet Bay is de grootste rijafstand die tussen de plaats Winter Brook en Sweet Bay (40 km). In vogelvlucht liggen deze plaatsen immers minder dan 7 km uit elkaar.

## Demografie
Bij de Canadese volkstelling verzamelt Statistics Canada geen data voor het LSD zelf, maar wel apart voor de aparte locality's waaruit het opgebouwd is.
| Jaar | Aantal inwoners | Verschil |
| ---- | --------------- | -------- |
| 2011 | 1.297           | –        |
| 2016 | 1.273           | -1,9%    |
| 2021 | 1.290           | +1,3%    |

Met een totaal van 1.290 inwoners is Lethbridge and Area demografisch gezien bij verre het grootste local service district van Newfoundland en Labrador.

## Galerij

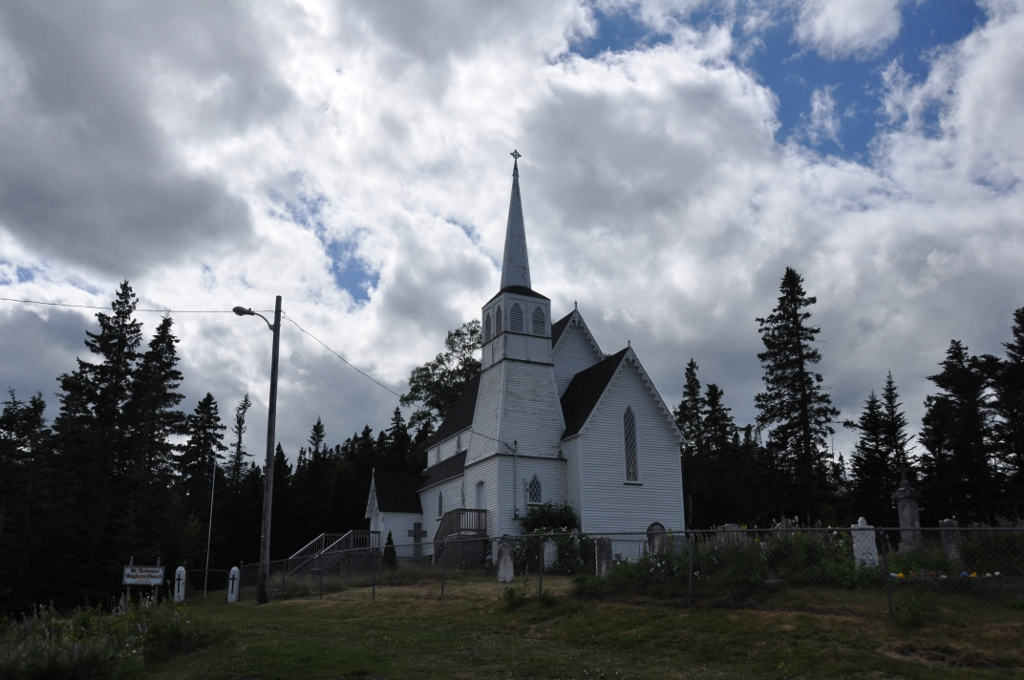
De anglicaanse Saint Andrew's Church in Brooklyn
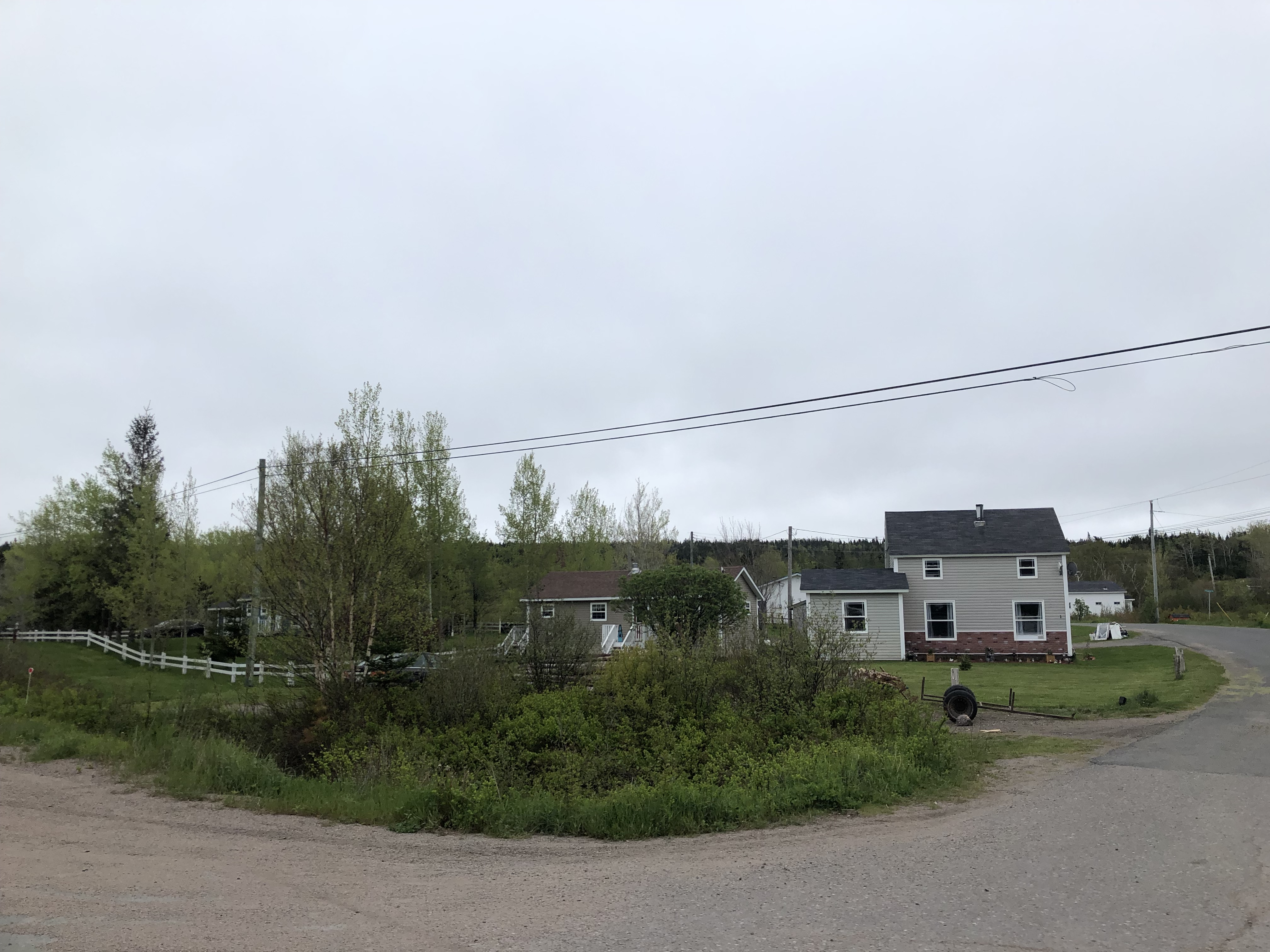
Enkele gebouwen in Charleston
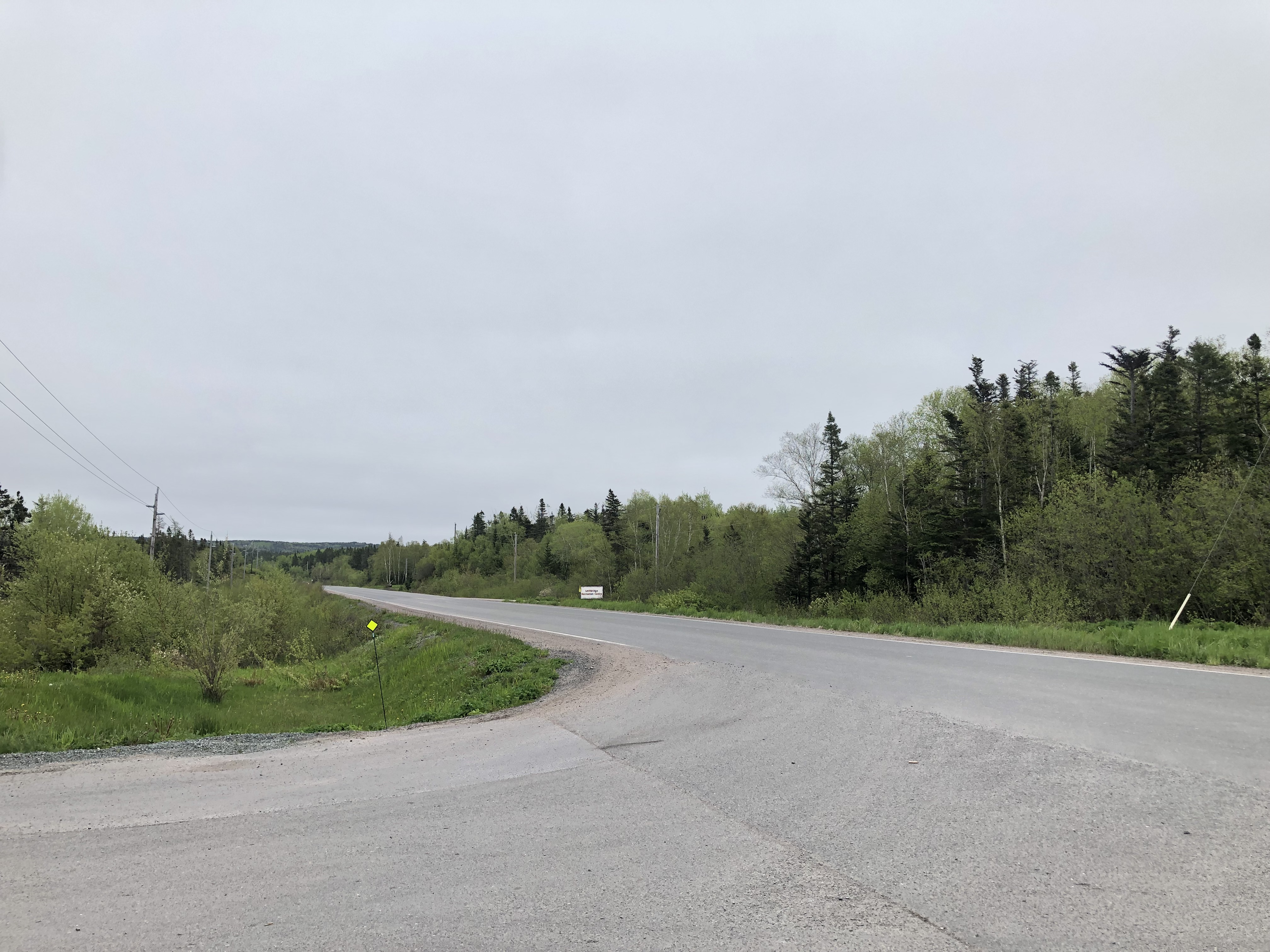
Route 230 net ten zuiden van Lethbridge